# Křemelná
Křemelná je šumavská řeka v okrese Klatovy v Plzeňském kraji v České republice. Má délku 30,3 km, plochu povodí 171,6 km². Spolu s Vydrou je zdrojnicí řeky Otavy.

## Název
Jméno je odvozeno priponou -ná z nářečního slova křemel „křemen, kámen, skála"; znamenalo „říčka s kamenitým dnem".

## Průběh toku

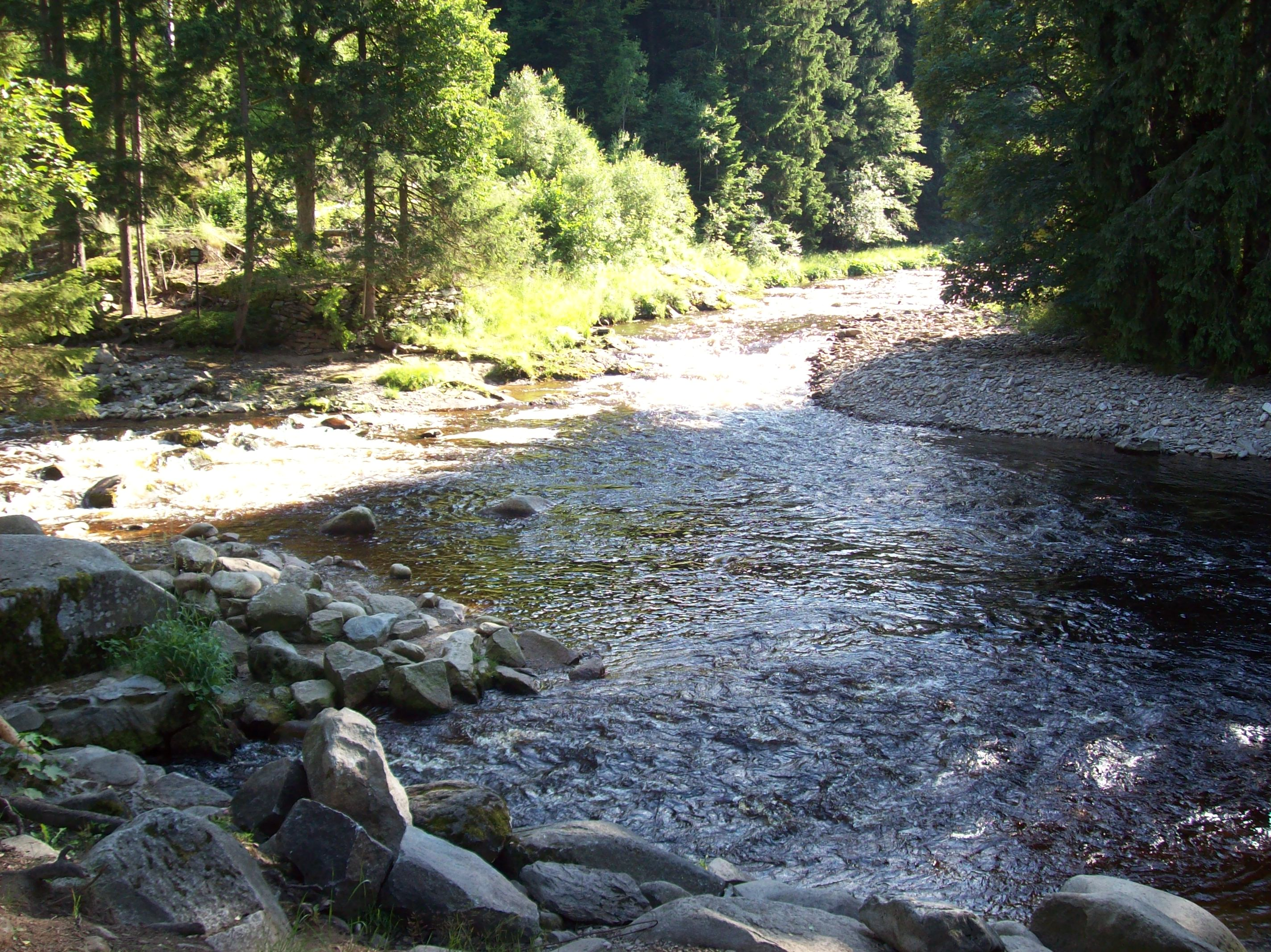
Soutok Vydry a Křemelné

Pramení v Železnorudské hornatině, na jihozápadním svahu hory Jedlová v nadmořské výšce okolo 1139 m v lokalitě zvané Pod Hrabůvkou. Často je pramen lokalizován na svahy jiných kopců obklopující pramennou oblast, např. na severní svah Pancíře, či východní svah Můstku. Zdrojová oblast a nejhořejší tok Křemelné jsou zde chráněny coby část přírodní rezervace Prameniště. Křemelná stéká z Pancířského hřbetu a protéká Kochánovskými pláněmi. Na nich vytváří převážně otevřené údolí s četnými slatěmi (I. zóna NP U Cettlovy hůrky) a meandry. V závěru svého toku, pod Stodůlkami se řeka hluboce zařezává do Svojšské hornatiny. Údolí přechází v kaňon, v korytě řeky jsou obří hrnce a peřeje. Tento charakter si řeka zachovává až k soutoku s Vydrou, jímž vzniká řeka Otava.
Křemelná protéká převážně hornatou krajinou a je zřejmě jedinou řekou v Česku, na jejímž břehu nestojí žádný dům.

### Větší přítoky
Křemelná má značně asymetrickou říční síť – na severu se tok řeky nachází v těsné blízkosti rozvodí s Ostružnou, Volšovkou, Radešovským a Pěkným potokem. Proto levostranné přítoky jsou jen krátké a jsou bezejmenné.
Všechny významné přítoky Křemelné jsou tudíž pravostrannými:
- Slatinný potok
- Jezerní potok
- Prášilský potok
- Mlýnský potok
- Plavební potok

## Vodní režim
Hlásné profily:
| místo        | říční km | plocha povodí | průměrný průtok (Qa) | stoletá voda (Q100) |
| ------------ | -------- | ------------- | -------------------- | ------------------- |
| Stodůlky     | 9,30     | 134,51 km²    | 3,24 m³/s            | 153,0 m³/s          |
| Čeňkova pila | 0,00     | 171,60 km²    | 4,43 m³/s            | 209,0 m³/s          |

## Zajímavá místa na toku
- Starý Brunst
- Zhůří
- Frauenthal
- Stodůlky